# Théâtre national monténégrin

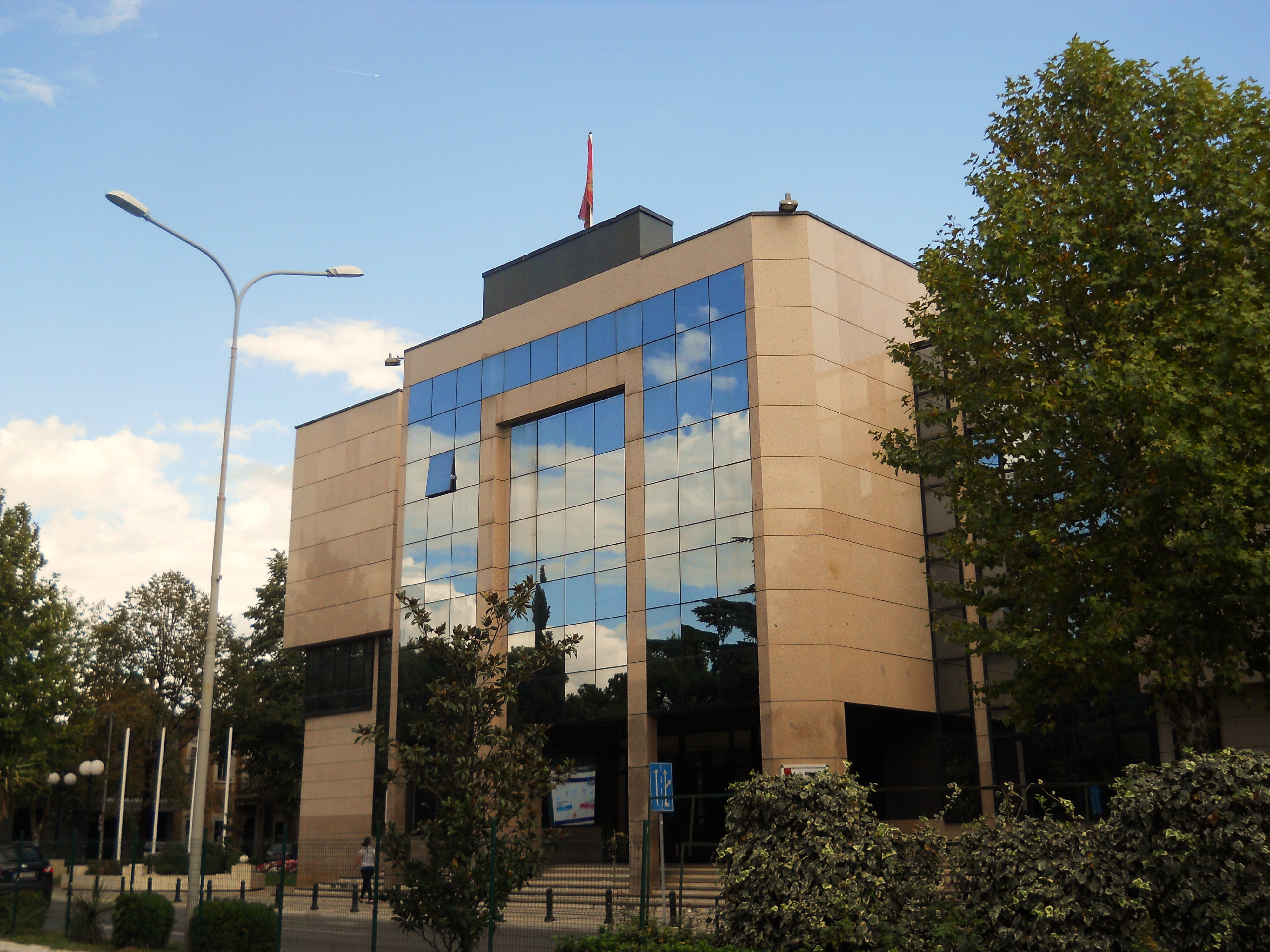
Le Théâtre national monténégrin, en 2012.

Le Théâtre national monténégrin (monténégrin: Crnogorsko Narodno Pozorište) est situé à Podgorica, la capitale du Monténégro. Il figure parmi les institutions culturelles les plus reconnues de ce pays.

## Histoire
Le théâtre fut fondé en 1953 comme théâtre municipal et avait alors pour nom le Théâtre national de Titograd, ancien nom de Podgorica. L'idée d'origine était de créer un théâtre digne de ce nom, dont les ambitions et les exigences étaient, à l'époque déjà, de devenir le principal théâtre du pays. Malgré les efforts mis en œuvre à cet effet, il ne prit le nom de Théâtre national monténégrin qu'en 1969.
Le théâtre rassemblait, à ses débuts, la plupart des grands acteurs et actrices de la scène monténégrine. Dès le départ, les dirigeants avaient à cœur de proposer un théâtre professionnel et de qualité, en privilégiant l'œuvre des dramaturges du pays ; ainsi, le théâtre serait en mesure de proposer de véritables tournées, en sillonnant tout le Monténégro.

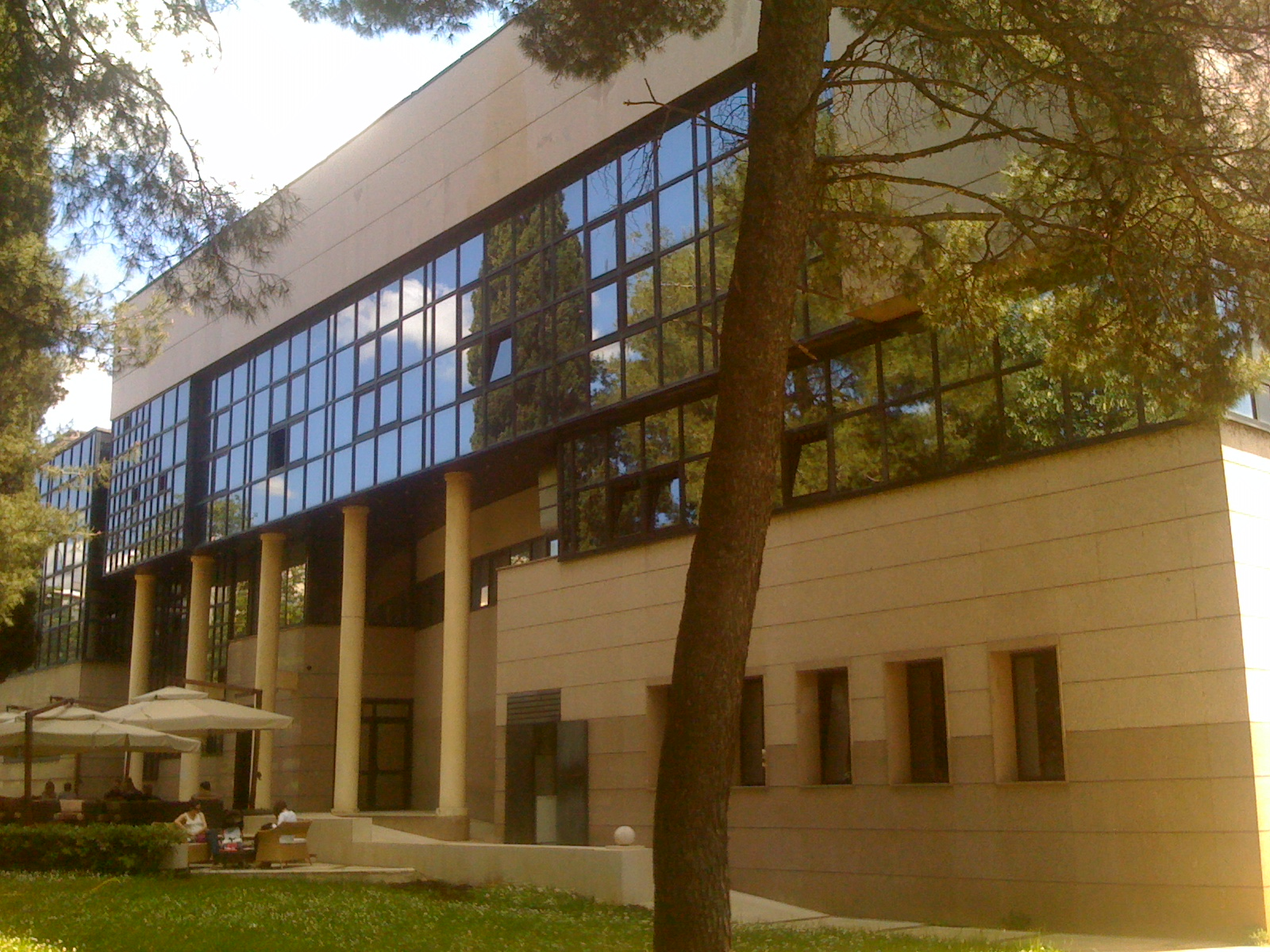

En 1989, le théâtre fut victime d'un incendie qui ravagea l'intégralité du bâtiment. Il fut entièrement reconstruit en mai 1997 et inauguré avec une adaptation du chef-d'œuvre de Petar II Petrović-Njegoš, La Couronne des Montagnes. La pièce fut dirigée par Branislav Mićunović.